# 1573
1573 (MDLXXIII) byl rok, který dle juliánského kalendáře započal čtvrtkem.

## Události
- 24. června – Vyhlášení a vydání zemského zřízení Těšínského knížectví.
- 16. září – V Japonsku dokončil Nobunaga Oda vyhlazení klanu Asakura poté, co bylo během osmi dnů dokončeno obléhání hradu Hikida a obléhání hradu Ičidžódani.
- V Kutné Hoře založil Václav Dačický z Heslova na tvrzi Lorec dodnes existující pivovar.
- V Olomouci založena Univerzita císaře Františka, nyní Univerzita Palackého.
- V Chorvatsku byla potlačena Selská vzpoura.
- Majitel panství ve Stárkově Hertvík Žehušický z Nestájova dne 1. září 1573 povýšil Stárkov na město se všemi právy k tomu náležejícími, včetně práva hrdelního.

### Probíhající události
- 1558–1583 – Livonská válka
- 1562–1598 – Hugenotské války
- 1568–1648 – Osmdesátiletá válka
- 1568–1648 – Nizozemská revoluce

## Narození
- 10. ledna – Simon Marius, německý astronom († 26. prosince 1624)
- 13. dubna – Kristina Holštýnsko-Gottorpská, švédská královna jako manželka Karla IX. († 1625)
- 17. dubna – Maxmilián I. Bavorský, bavorský vévoda, kurfiřt bavorský a falcký († 27. září 1651)
- 12. července – Pietro Carrera, italský kněz, malíř a šachista († 1647)
- 16. srpna – Anna Habsburská, polská a švédská královna jako manželka Zikmunda III. Vasy († 10. února 1598)
- ? – Juan Pablo Bonet, španělský kněz a pedagog, průkopník vzdělávání hluchých osob († 1633)
- ? – Johannes Junius, purkmistr v Bambergu, popraven za čarodějnictví († 6. srpna 1628)
- ? – Hideie Ukita, japonský daimjó († 17. prosince 1655)

## Úmrtí
- 14. února – Ján Silván, slovenský renesanční básník, hudebník a kazatel (* 1493)
- 13. května – Šingen Takeda, japonský vojevůdce (* 1. prosince 1521)
- 16. června – Anton Vrančič, ostřihomský arcibiskup (* 29. května 1504)
- 7. července – Jacopo Barozzi da Vignola, italský architekt (* 1507)
- 28. srpna – Nagamasa Azai, vůdce klanu Azai (* 1545)
- 7. září – Jana Španělská, rakouská arcivévodkyně, španělská infantka a historicky jediná žena mezi členy jezuitského řádu (* 1535)
- ? – Wen Pcheng, čínský malíř, kaligraf a rytec (* 1498)

## Hlavy států
- České království – Maxmilián II.
- Svatá říše římská – Maxmilián II.
- Papež – Řehoř XIII.
- Anglické království – Alžběta I.
- Francouzské království – Karel IX.
- Polské království – Jindřich z Valois
- Uherské království – Maxmilián II.
- Osmanská říše – Selim II.
- Perská říše – Tahmásp I.